# برنامج المراصد الكبرى

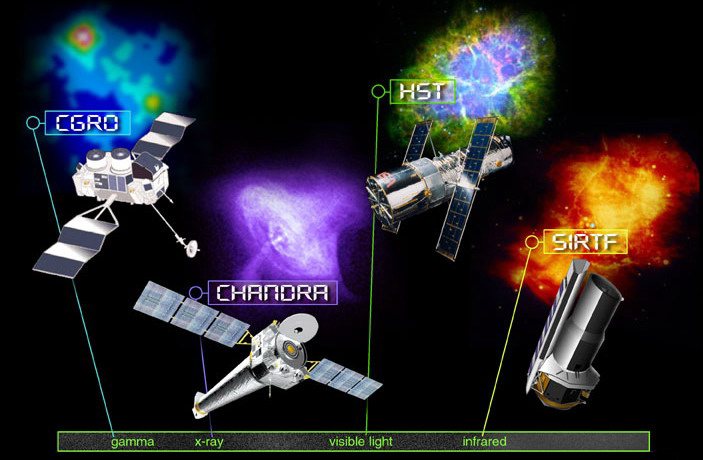
أربعة مراصد فلكية كبرى للأقمار الصناعية

سلسلة الإدارة الوطنية للملاحة الفضائية والفضاء (NASA) من المراصد الفلكية الكبرى للأقمار الصناعية هي عبارة عن أربعة مقاريب ضخمة، قوية، قائمة في الفضاء. كلٌ من هذه المراصد الكبرى له حجم وتكلفة مماثلين عند بدء البرنامج، وقام كلٌ من المراصد الأربعة باستكشاف منطقة من مناطق الطيف الكهرومغناطيسي التي تلائمها على وجه الخصوص.

## المراصد الفلكية الكبرى
- يقوم مرصد هابل الفضائي (HST) في البداية بمراقبة الطيف المرئي والأشعة فوق البنفسجية القريبة. وأضافت بعثة الصيانة التي أُرسِلت في عام 1997 إمكانيات في نطاق الأشعة تحت الحمراء القريبة، أما البعثة الأخيرة في عام 2009، فكانت لصيانة مرصد هابل وإطالة عمره، مما أدى إلى تحقيق نتائج رائعة حتى الوقت الحاضر. وقد تم إطلاقه في عام 1990 على متن ديسكفري خلال البعثة 31 لبرنامج مكوك الفضاء الأمريكي (STS-31).
- قام مرصد كومبتون لأشعة غاما (CGRO) في البداية بمراقبة أشعة غاما، بالرغم من أنه امتد أيضًا لمراقبة الأشعة السينية القوية. وقد تم إطلاقه في عام 1991 على متن أتلانتيس خلال البعثة 37 لبرنامج مكوك الفضاء الأمريكي (STS-37)، وتم إخراجه عن مداره في عام 2000 بعد فشل أحد أجهزة الجيروسكوب.
- يقوم مرصد تشاندرا الفضائي للأشعة السينية (CXO) في البداية بمراقبة الأشعة السينية الخفيفة.وقد تم إطلاقه في عام 1999 على متن كولومبيا خلال البعثة 93 لبرنامج مكوك الفضاء الأمريكي (STS-93)، وسُميَ في البداية بمرفق الأشعة السينية الفضائي المتقدم (AXAF).
- يقوم مقراب سبيتزر الفضائي (SST) بمراقبة طيف الأشعة تحت الحمراء. وقد تم إطلاقه في عام 2003 على متن صاروخ دلتا 2، وسُميَ بمرصد الأشعة تحت الحمراء الفضائي (SIRTF) قبل إطلاقه.

ويُعتبر مرصد كومبتون لأشعة غاما هو المرصد الوحيد الذي لا يعمل حاليًا من بين تلك الأقمار الصناعية؛ حيث فشل أحد أجهزة الجيروسكوب، فقررت وكالة ناسا إخراجه عن مداره في 4 يونيو عام 2000، أما الأجزاء التي نجت، فقد تناثرت في المحيط الهادي. وكان من المقرر في الأصل أن تتم استعادة هابل وإعادته إلى الأرض عن طريق مكوك فضاء، ولكن استُبعِدَت خطة الاستعادة فيما بعد. وفي 31 أكتوبر من عام 2006، أعطى مدير ناسا مايكل غريفين (Michael D. Griffin) الموافقة على بعثة نهائية للترميم. قامت إس تي إس-125 التي استمرت أحد عشر يومًا عبر أتلانتيس، والتي تم إطلاقها في 11 مايو عام 2009، بتركيب بطاريات جديدة، واستبدال جميع أجهزة الجيروسكوب، وتركيب كاميرا 3 بعيدة المدى وراسم طيف خاص بمرصد هابل.
يُعتبر سبيتزر هو الوحيد بين المراصد الكبرى الذي لم يتم إطلاقه عبر مكوك فضائي. وكان من المقرر إطلاقه بهذه الصورة، ولكن بعد إس تي إس-51-إل، تم منع قنطور الهيدروجين السائل (LH2)/الأكسيجن السائل (LOX)، الذي كان من المقرر أن يدفعه إلى المدار ذو المركز الشمسي، من استخدام المكوك. أما صواريخ تيتان وأطلس، فقد تم إلغاء استخدامها نظرًا لأسباب تتعلق بالتكلفة. ولكن بعد إعادة تصميمه وضبطه، تم إطلاقه عن طريق صاروخ دلتا 2.

## تاريخ البرنامج

### برنامج المقراب البصري
يرجع تاريخ مرصد هابل الفضائي إلى حوالي عام 1946، عندما كتب عالم الفلك لايمان سبيتزر (Lyman Spitzer) تقريرًا باسم المزايا الفلكية للمراصد الفضائية. وقد كرّس سبيتزر الكثير من حياته المهنية للدفع بتطوير مقراب آخر.
لقد أوضحت بعثات المراصد الفلكية المدارية التي أُرسِلت خلال الفترة ما بين 1966 و1972، الدور الهام الذي تلعبه المراصد الفضائية في علم الفلك. وشهد عام 1968، وضع وكالة ناسا لخطط جادة فيما يتعلق بالمقراب الفضائي العاكس، الذي يحتوي على مرآة يبلغ قطرها ثلاثة &nbsp أمتار، والتي عُرِفت مؤقتًا بالمقراب المداري الضخم أو المقراب الفضائي الضخم (LST)، وتقرر إطلاقه في عام 1979. وفي النهاية، وافق الكونجرس على تمويل قدره 36 مليون دولار أمريكي، وبدأ تصميم (LST) بجدية، حتى يتم إطلاقه في عام 1983. وسُميَ المقراب على اسم إدوين هابل (Edwin Hubble) في بداية الثمانينيات.

### برنامج أشعة غاما
كانت أشعة غاما قد تم استكشافها أعلى الغلاف الجوي عبر بعثات فضائية عديدة من قبل. خلال برنامج المرصد الفلكي ذو الطاقة العالية في عام 1977، أعلنت وكالة ناسا عن خططها لبناء «مرصد كبير» لأشعة غاما الفلكية. وقد تم تصميم مرصد أشعة غاما (GRO)، الذي سُميَ مرة أخرى بـمرصد كومبتون لأشعة غاما (CGRO)، للإفادة من التطورات الأساسية في تكنولوجيا المكشاف خلال الثمانينيات. ثم تم إطلاقه في 5 إبريل عام 1991 بعد أربعة عشر عامًا من الجهد.

### تاريخ تشاندرا
في عام 1976، قام ريكاردو جياكوني (Riccardo Giacconi) وهارفي تانانبوم (Harvey Tananbaum) بعرض مقترح لمرصد تشاندرا الفضائي للأشعة السينية (الذي سُميَ ب AXAF في ذلك الوقت) على وكالة ناسا. ثم بدأ العمل التحضيري في العام التالي في مركز مارشال لبعثات الفضاء (MSFC) ومرصد سميثسونيان الفيزيائي الفلكي (SAO). وفي ذات الوقت، قامت ناسا بإطلاق أول مقراب تصويري للأشعة السينية في مداره في عام 1978، أينشتاين (HEAO-2). واستمر العمل في مشروع تشاندرا خلال عقدي الثمانينيات والتسعينيات. وفي عام 1992، تم إعادة تصميم المركبة الفضائية لتقليل التكلفة. وتم استبعاد أربع مرايا من الاثنتي عشرة مرآة، وجهازين من الأجهزة الست. وتم تغيير المدار المقرر لتشاندرا إلى مدار بيضاوي، يقطع ثلث المسافة إلى القمر عند أبعد نقطة له. وأدى ذلك إلى تقليل احتمالية التحسين أو التصليح عن طريق مكوك الفضاء، ولكنه وضع المرصد في أعلى حزام فان ألين الإشعاعي على الأرض على أغلب مداره.

### تاريخ سبيتزر
في أوائل السبعينيات، بدأ علماء الفلك وضع احتمالية وضع مقراب أشعة تحت الحمراء فوق التأثيرات المبهمة للغلاف الجوي للأرض. ووضعت أغلب الأفكار القديمة تصورات لرحلات متكررة على متن مكوك فضاء ناسا. وقد تم وضع هذه الطريقة في عهدٍ كان من المفترض فيه أن يكون برنامج المكوك قادرًا على دعم رحلات إسبوعية تصل مدتها إلى ثلاثة أيام. في عام 1979، اعتبر تقرير صادر عن مجلس البحوث القومي التابع لالأكاديمية الوطنية للعلوم، بعنوان خطة لعلم الفلك والفيزياء الفلكية للثمانينيات، أن مرفق مقراب الأشعة تحت الحمراء (SIRTF) «واحدٌ من المرفقين الأساسيين للفيزياء الفلكية التي يجب تنفيذها من أجل المعمل الفضائي؛ وهو برنامج مكوكي».
لقد أدى إطلاق القمر الصناعي للأشعة تحت الحمراء، وهو قمر استكشافي صُمّم لإجراء أول دراسة للسماء بالأشعة تحت الحمراء، إلى استباق أداة تقوم باستخدام مكشاف جديد بالأشعة تحت الحمراء. وفي سبتمبر 1983، وضعت ناسا خطة لإمكانية إرسال بعثة [الطيار الحر] (SIRTF). وأكدت رحلة المعمل الفضائي 2 في عام 1985 على متن إس تي إس-51-اف أن بيئة المكوك غير ملائمة بشكل كافِ لحمل مقراب للأشعة تحت الحمراء على متنه، وأن تصميم الطيار الحر أفضل. وقد تم تغيير أول كلمة من اسمه من مكوك لتصبح بذلك مرفق مقراب الأشعة تحت الحمراء الفضائي.

### أصل المرصد الكبير
تم طرح فكرة برنامج المرصد الكبير لأول مرة في تقرير مركز البحوث القومي بعنوان «خطة لعلم الفلك والفيزياء الفلكية للثمانينيات». حيث وضع ذلك التقرير حجر الأساس للمراصد الكبرى. وقد ترأسه بيتر ماير (خلال يونيو 1977)، ثم هارلان جي سميث (من خلال النشر). وفي منتصف الثمانينيات، تم تطويره أكثر على أيدي مديري الفيزياء الفلكية في مقار ناسا، من بينهم فرانك مارتين وتشارلي بيليرين. واستخدم برنامج ناسا «للمراصد الكبرى» أربعة أقمار صناعية منفصلة؛ كلٌ منها مُصمّم كجزء مختلف من الطيف بصورة لا تتمكن الأنظمة الأرضية من القيام بها. وأتاحت هذه الفكرة النظر إلى مراصد الأشعة السينية والأشعة تحت الحمراء المقترحة كاستمرار للبرنامج الفلكي الذي بدأ مع هابل وCGRO بدلاً من الاستعانة بمنافسين أو إجراء عمليات استبدال.

## القوة

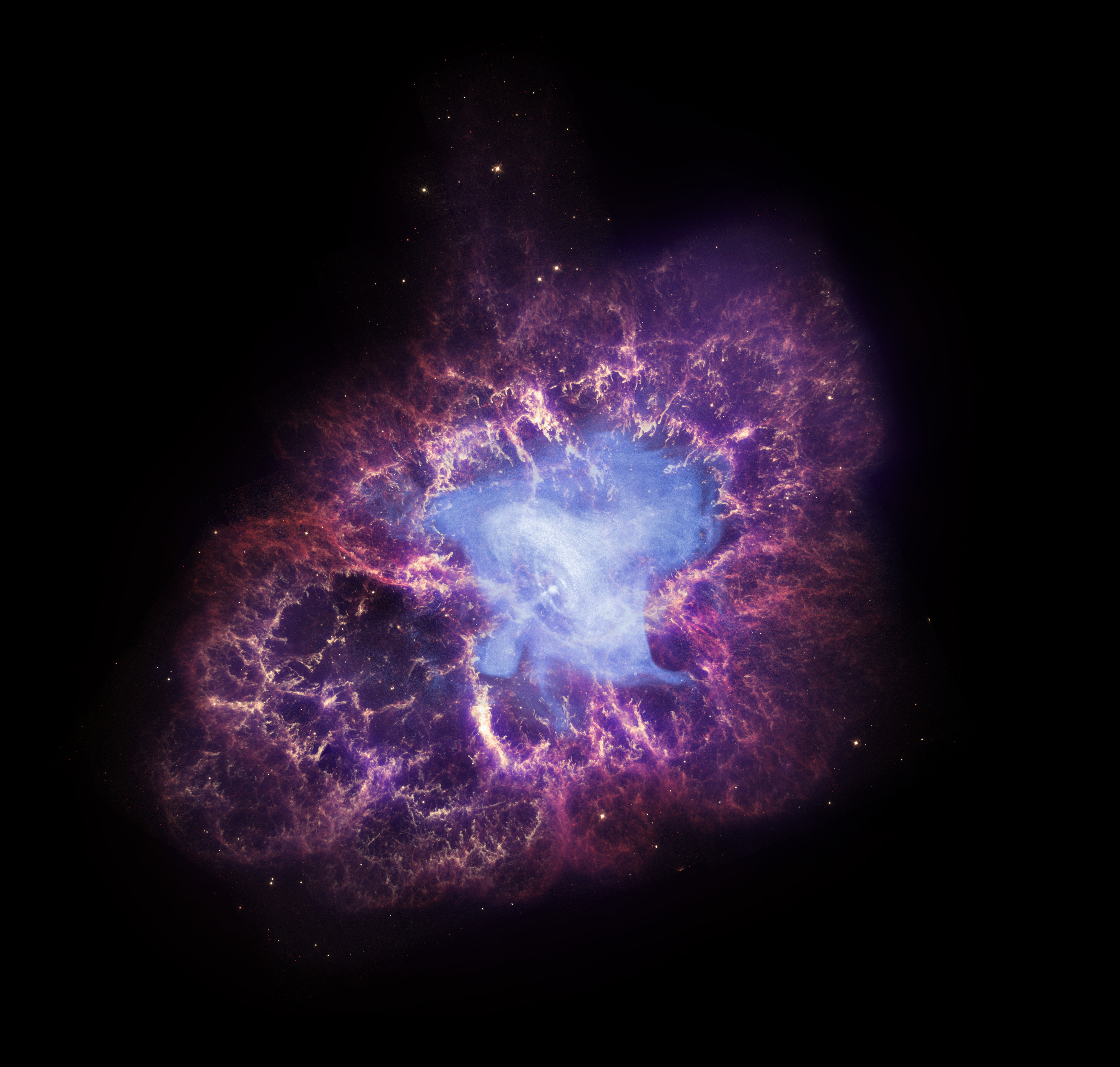
سديم السرطان المعروف أيضا إن جي سي 1952

صُمّم كل مرصد ليدعم التكنولوجيا في طول الموجة الخاص بالمنطقة المكلف بها. بما أن إشعاع الأشعة السينية، وأشعة غاما، والأشعة تحت الحمراء البعيدة لا يخترق الغلاف الجوي للأرض، كان من الضروري إرسال بعثات فضائية لمراصد كومبتون، وتشانرا، وسبيتزر.
ويُعد وجود هابل فوق الغلاف الجوي مفيدًا له، حيث يؤدي الغلاف الجوي إلى التشويش على المشاهدات الخاصة بالأجسام الباهتة والتي تصدر من المراصد الأرضية، مما يؤدي إلى تقليل الدقة المكانية (وبالرغم من ذلك، يمكن تصوير الأجسام الأكثر بريقًا بدقة أكبر من هابل من سطح الأرض باستخدام مقاييس التداخل الفلكية). أما المقاريب الأرضية الضخمة، فقد تطابقت مؤخرًا فقط مع هابل من حيث الدقة فيما يتعلق بموجات الطول للأشعة تحت الحمراء القريبة والخاصة بالأجسام الباهتة. فكون هابل فوق الغلاف الجوي يقضي على مشكلة التوهج الليلي، مما يساعد هابل على الحصول على مشاهدات للأجسام الباهتة جدًا. بينما لا تتمكن المقاريب الأرضية من تعويض التوهج الليلي الذي يحدث للأجسام الباهتة جدًا، ولذلك تتطلب الأجسام الباهتة جدًا أوقاتًا صعبة وغير فعالة للتعرض ويمكن لهابل أن يراقب طول الموجات فوق البنفسجية التي لا تخترق الغلاف الجوي.
لقد قام كومبتون بمراقبة أشعة غاما، التي لا تخترق الغلاف الجوي السفلي. وكان أضخم من أية معدات لأشعة غاما كانت قد أُرسِلت في بعثات سابقة لبرنامج HEAO، حيث فتح آفاقًا جديدة تمامًا للمراقبة. وكان يحتوي على أربع معدات تغطي نطاق الطاقة من 20 إلكترون فولت (keV) وحتى 30 إلكترون فولت (GeV)، حيث ساعدت على حدوث تكامل بين الحساسيات، والدقة، ومجالات الرؤية لكلٍ منها. ويتم بث أشعة غاما عن طريق مصادر مختلفة ذات طاقة وحرارة عاليتين، مثل: الثقب الأسود، والنباض، والمستعرّ الأعظم.
ولم يكن لتشاندرا أيضًا أي مراصد سابقة. وتبعت برنامج HEAO لأقمار ناسا الثلاثة، وخاصةً مرصد أينشتاين الناجح جدًا، والذي كان أول مرصد يُظهر قوة تلسكوب ولتر، وخاصةً التركيز على بصريات الأشعة السينية، مما ساعد على إعطاء الدقة المكانية أهمية أكثر من المعدات المسددة المتوازية، مقارنةً بالمقاريب البصرية، بالإضافة إلى تحقيق تحسينات في الحساسية. وقد أتاح حجم مرصد تشاندرا الكبير، ومداره العالي، وحساسية CCDs الحصول على ملاحظات لمصادر باهتة جدًا للأشعة السينية.
يقوم مرصد سبيتزر أيضًا بمراقبة طول الموجات التي لا يمكن بلوغها عن طريق المقاريب الأرضية. وقد سبقته في الفضاء بعثة ناسا الأصغر؛ القمر الصناعي للأشعة تحت الحمراء والمرصد الفضائي للأشعة تحت الحمراء (ISO)التابع لESA. وقد أفادت معدات سبيتزر من التطورات السريعة لتكنولوجيا مكشاف الأشعة تحت الحمراء منذ IRAS، بالإضافة إلى ثقبه الضخم، ومجالات الرؤية الملائمة التي يتميز بها، وعمره الطويل. وبناءً على ذلك، تُعد ثمار العلم رائعة. وتُعتبر مشاهدات الأشعة تحت الحمراء ضرورية للأجسام الفلكية البعيدة جدًا، حيث يحدث لكل الضوء المرئي انزياح أحمر للموجات تحت الحمراء، للأجسام الباردة التي تشع نورًا مرئيًا، وللمناطق التي تكون الرؤية فيها مبهمة بسبب الضباب.

## التأثير
كان لجميع المراصد الأربعة تأثيرًا جوهريًا في علم الفلك. إن فتح موجات جديدة للمشاهدات ذات الدقة والحساسية العاليتين من خلال كومبتون، وتشاندرا، وسبيتزر قد أحدث ثورة في إدراكنا لسلسلة عريضة من الأجسام الفلكية، كما أدى إلى اكتشاف ملايين الأجسام الجديدة والمثيرة. ولقد كان لهابل تأثيرًا إعلاميًا وشعبيًا أكبر من المراصد الأخرى، بالرغم من أنه قدم للموجات البصرية تحسينات أكثر تواضعًا في الحساسية والدقة عن المعدات القائمة. وأتاحت قدرة هابل على التصوير المنتظم، ذي الجودة العالية، لأي جسم فلكي وفي أي وقت، القيام بعمل دراسات ومقارنات دقيقة لعدد كبير من الأجسام الفلكية. تُعد المشاهدات الخاصة بـصورة هابل للمجرة هامة جدًا بالنسبة للدراسات الخاصة بالمجرات البعيدة، حيث تقدم صورًا حرة الإطار بالأشعة فوق البنفسجية لتلك الأجسام وبنفس عدد وحدات البكسل عبر المجرات، تمامًا مثل الصور السابقة الملتقطة بالأشعة فوق البنفسجية للمجرات القريبة، مما يسمح بعقد مقارنة مباشرة. وسوف يحقق مقراب جيمس ويب الفضائي خطوة أكثر تقدمًا، حيث سيقدم صورًا مرئية وحرة الإطار لمجرات أكثر بعدًا، والتي يمكن مقارنتها بصورٍ أخرى لمجرات مجاورة في موجاتٍ مرئية.

## التفاعل المتبادل بين المراصد
بعيدًا عن القدرات الموجودة في البعثة (خاصةً الحساسية التي لا يمكن رصدها عن طريق المراصد الأرضية)، يساعد برنامج المراصد الكبرى البعثات على التفاعل من أجل الوصول إلى نتائج علمية أفضل. تلمع الأجسام المختلفة في الموجات المختلفة، ولكن تدريب مرصد أو أكثر على رصد جسم معين يتيح فهمًا أعمق.
ولم يكن للدراسات المتعلقة بالطاقة العالية (في الأشعة السينية وأشعة غاما) سوى درجة نقاء معتدلة حتى الآن. وتعطي دراسة الأجسام التي بها الأشعة السينية وأشعة غاما، عن طريق هابل، وتشاندرا، وكومبتون، أحجامًا وبيانات موضعية دقيقة. وبالأخص، غالبًا ما تتمكن الدقة التي يتمتع بها هابل من أن تميز إذا ما كان الجسم مستقلاً، أو جزءًا من مجرة أم، وإذا ما كان هذا الجسم الساطع موجودًا في الذرة، أو الأذرع، أو الهالة الخاصة بـالمجرة الحلزونية. وبالمثل، تعني الفتحة الصغيرة الموجودة في سبيتزر أن بإمكان هابل أن يضيف معلومات مكانية لصورة سبيتزر.
وتكشف أيضًا دراسات الأشعة فوق البنفسجية الخاصة بهابل الوضع الزمني للأجسام ذات الطاقة العالية. وتُعد الأشعة السينية وأشعة غاما أصعب في الرصد باستخدام التكنولوجيا الحالية من الأشعة فوق البنفسجية وتلك المرئية. ولذلك، احتاج كلٌ من تشاندرا وكومبتون فترات طويلة للتكامل من أجل جمع فوتونات كافية. وبالرغم من ذلك، يمكن أن تكون الأجسام التي تشع الأشعة السينية أشعة غاما صغيرة، ويمكن أن تختلف الفترات الزمنية للدقائق أو الثواني. وذلك يجعل مثل تلك الأجسام تحتاج للمتابعة مع هابل أو مسبار روسي لتوقيت أشعة إكس، والذي يمكنه قياس التفاصيل بالثواني المحددة أو بجزء من الثانية، نظرًا للتصميمات المختلفة.
وتُعتبر قدرة سبيتزر على الرؤية من خلال الغبار والغازات السميكة مفيدة للمشاهدات المجرية الذرية. تضيء الأجسام الضخمة الموجودة في قلب المجرات بالأشعة السينية، وأشعة غاما، والموجات الراديوية، ولكن دراسات الأشعة تحت الحمراء الخاصة بهذه المناطق الضبابية تكشف عن عدد الأجسام وأماكنها.
في الوقت ذاته، لا يملك هابل مجال للرؤية، أو وقتًا متاحًا لدراسة كل الأجسام الهامة. يتم العثور على الأهداف الهامة عن طريق المراصد الأرضية غالبًا، وهي أرخص ثمنًا، أو عن طريق المراصد الفضائية الأصغر، والتي تُصمم خصيصًا لتغطية مساحات أكبر من السماء. كما أن المراصد الثلاثة الكبرى قد عثرت على أجسام جديدة، مما يؤيد تحول هابل.
يُعد التفاعل بين دراسة النظام الشمسي والكويكبات من بين أمثلة التفاعل بين المراصد. وتُعتبر الأجسام الصغيرة، مثل: الأقمار والكويكبات، صغيرة و/أو بعيدة جدًا بالنسبة لإمكانية رصدها بشكل مباشر عن طريق هابل؛ وتظهر صورتها على شكل نموذج به حيود، يتم تحديده عن طريق البريق، وليس الحجم. ولكن، يمكن لهابل أن يستنتج أصغر حجم من خلال معرفة بياض الجسم. أما الحجم الأكبر، فيمكن تحديده عبر سبيتزر ومن خلال معرفة حرارة الجسم، والتي يمكن معرفتها من خلال مداره. ومن ثمّ، يمكن حصر الحجم الحقيقي للجسم. ويمكن تحديد التكوين الكيميائي لسطح الجسم من خلال المطيافية التي يقوم بها سبيتزر، مما يساعد على تقييد البياض المحتمل له، ومن ثم، تحديد الحجم البسيط.
عند الطرف المقابل من مقياس مساحة الأجسام الكونية، تم جمع المشاهدات التي قام بها هابل، وسبيتزر، وتشاندرا في الدراسة المتعمقة لأصول المراصد الكبرى للحصول على صورة متعددة الموجات لـتكون وتطور المجرات في الكون قديمًا.
- في أواخر 1991: تشغيل كلٍ من هابل وكومبتون
- في أواخر 1999: تشغيل كلٍ من هابل، وكومبتون، وتشاندرا
- في أواسط 2000: تشغيل كلٍ من هابل وتشاندرا
- من أواخر 2003 وحتى 2008: تشغيل كلٍ من هابل، وتشاندرا، وسبيتزر
- بعد 2008: الصيانة الأخيرة لهابل في عام 2009، وتلتها عملية تشغيل مقرابين آخرين لمد عمرهما الافتراضي.

## المعدات التالية
- من المقرر أن يتم استبدال هابل بمرصد جيمس ويب الفضائي، الذي عُرِف سابقًا بـ NGST (مرصد الجيل القادم الفضائي)، وذلك في 2017، وستكون مرآته مقسمة وقابلة للتوزيع بما يوازي الضعف، كما سيكون بها دقة كبيرة ومتزايدة بشكلٍ ملحوظ، وحساسية مذهلة. وعلى عكس هابل، سيقوم JWST بالمراقبة في الأشعة تحت الحمراء، حتى يخترق الغبار على مسافات كونية. يعني ذلك أنه سيكمل بعض إمكانيات سبيتزر، بينما ستُفقَد بعض إمكانيات هابل. وستتولى التطورات الجديدة في المراصد الأرضية رصد بعض المشاهدات الأرضية، ولكنها أقل من حيث الأشعة تحت الحمراء.
- يُعد مرصد فيرمي الفضائي لأشعة غاما، الذي عُرف سابقًا بـ GLAST — تلسكوب فيرمي الفضائي لأشعة غاما واسع المساحة، استكمالاً لكومبتون الذي تم إطلاقه في 11 يونيو 2008.[10] إن GLAST محدد بدقة، وهو أكثر صِغرًا، وسوف يحمل جهازًا واحدًا فقط وتجربة ثانوية. وستقوم بعثات أخرى بالعمل جنبًا إلى جنب مع GLAST، مثل: HETE-2، الذي أُطلق في عام 2000، وSwift، الذي أُطلق في 2004. ويقوم المصور الشمسي للطاقة العالية (مرصد روفن رماتي للتصوير الطيفي الشمسي عالي الطاقة), الذي أُطلق في عام 2002، بمراقبة بعض موجات كومبتون وتشاندرا، ولكنه موجه صوب الشمس طوال الوقت. كاما يراقب أحيانًا الأجسام ذات الطاقة العالية، والتي يمكن رؤيتها في ضوء الشمس.
- يُعد معمل الفيزياء الفلكية الدولي لأشعة غاما إنتغرال، الذي أُطلق في 2002 واحدًا من أكبر المراصد ذات الطاقة العالية ويقوم بمراقبة ترددات مماثلة لكومبتون. ولكن INTEGRAL يستخدم بشكل أساسي تكنولوجيا مختلفة للمراصد، وهي أحجام أقنعة ذات شفرات. لذلك، تُعتبر إمكانياته مكملة لكومبتون وجلاست، وليس بديلاً مباشرًا.
- أما سبيتزر، فلا يوجد مرصد مخطط له كبديل. ومع ذلك، سيتخطى JWST أداءه في الأشعة تحت الحمراء، وستتخطاه أيضًا وكالة الفضاء الأوروبية بـمرصد هيرشيل الفضائي الذي أُطلق في 2009. وسيراقب مرصد صوفيا الطائر (مرصد الستراتوسفير للأشعة تحت الحمراء) في الأشعة تحت الحمراء القريبة والمتوسطة. وسيكون حجم صوفيا أكبر من حجم سبيتزر، ولكن بحساسية نسبية أقل وفي دورات محددة. كما أن البعثات الفضائية الأصغر سوف تقوم برصد مشاهدات متخصصة بالأشعة تحت الحمراء.
- إن كوكبة X عبارة عن بعثة تقوم برصد مشاهدات شديدة الحساسية بالأشعة السينية، بدءًا من عام 2016. ولن يكون ذلك استبدالاً مباشرًا لتشاندرا، حيث إن تشاندرا لها دقة عالية. وتُعتبر الكوكبة X أكثر من مجرد استكمال لـبعثة نيوتن متعددة المرايا للأشعة السينية (XMM-Newton)، والتي تولي الدقة اهتمامًا أكثر من الحساسية. وقد تكون كوكبة X أكثر حساسية من تشاندرا بكثير، وربما باثني عشر ضعفًا. وستمتد أيضًا إلى مناطق الأشعة السينية الصعبة، لتمدها ببعضٍ من قدرات كوبتون.

لاحظ أنه لا تُعتبر أي من هذه البعثات مصممةً لإطلاق مكوك، أو للصيانة البشرية. فمعظمها تقع في مدارات أبعد من قدرة المكوك، لتتيح أنماطًا جديدة للمراقبة.

## البرامج الحديثة
- سوف يسعى برنامج أينشتاين لتطوير مجالات جديدة للعلم. لقد أشارت ناسا إلى كوكبة X وجهاز قياس التداخل الفضائي الهوائي بالليزر (LISA) ضمن مراصد أينشتاين الكبرى، لتمييزهم عن الجيل الحالي. ولكنهم ليسا جزءًا من برنامج المراصد الكبرى.[11]
- من منطلق برنامج المراصد الكبرى، تُعتبر المبادرة الدولية لعلوم الفيزياء الشمسية، مجموعة من الأجهزة لدراسة الشمس والظواهر الكهرومغناطيسية القريبة من الأرض.[12]

## معرض الصور

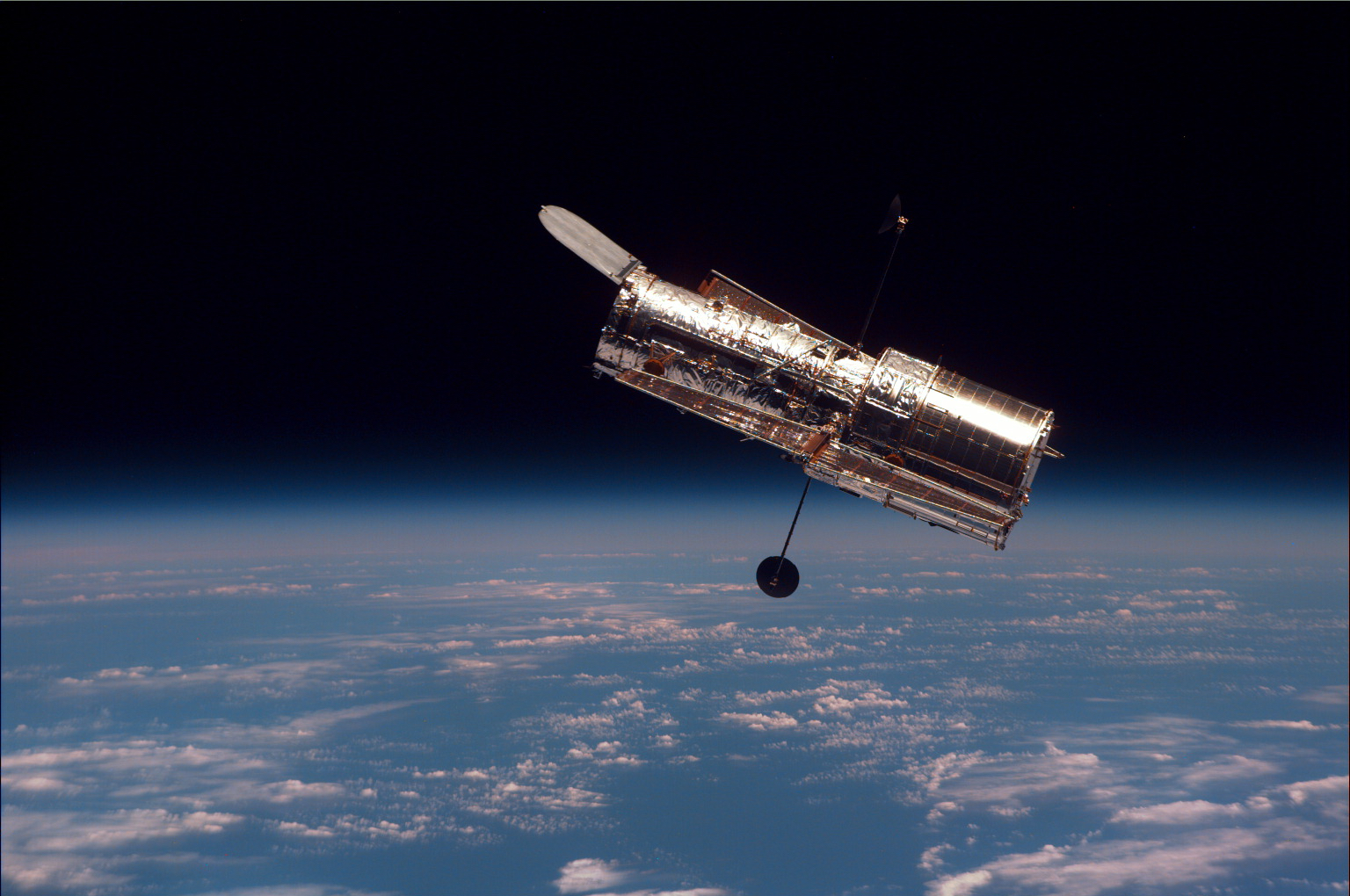
مرصد هابل الفضائي
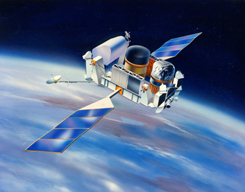
مرصد كوبتون الفضائي لأشعة غاما

## وصلات خارجية
- "Preflight Videos (STS-93)". NASA. 04/09/2002. مؤرشف من الأصل في 2016-03-04. اطلع عليه بتاريخ 2007-11-27. A detailed description of NASA's Great Observatories, including STS-93 primary payload, the Chandra X-ray Observatory. (28K Media Player) (56K Media Player) (28K Real Video) (56K Real Video) {{استشهاد ويب}}: تحقق من التاريخ في: |تاريخ= (مساعدة) وروابط خارجية في |اقتباس= (مساعدة)
- البعثة 125 لبرنامج مكوك الفضاء الأمريكي: (STS-125) البعثة الأخيرة لمرصد هابل الفضائي نسخة محفوظة 16 يوليو 2015 على موقع واي باك مشين.